# Fabrice Le Vigoureux
Pour les articles homonymes, voir Vigoureux.
Fabrice Le Vigoureux, né le 27 août 1969 à Caen, est un homme politique et universitaire français, membre du parti Renaissance (RE). 
De 2017 à 2024, il est député de la 1re circonscription du Calvados.

## Biographie
De mère musicienne et de père médecin, Fabrice Le Vigoureux est né à Caen. Il a passé son enfance à Hérouville Saint-Clair et à Bretteville-sur-Odon. Il a effectué une partie de sa scolarité à Caen, où il obtient son baccalauréat au lycée Malherbe. Il poursuit ses études supérieures à l'université Paris-Dauphine, où il obtient un master en sciences de gestion, puis il retourne dans sa ville natale, où il soutient une thèse en sciences de gestion en 1997 à l'université de Caen.
Maître de conférences puis professeur des universités, il prend la tête de l'Institut d'administration des entreprises (IAE) de l'université de Caen en 2003. En 2008, il devient conseiller municipal de la ville de Caen, chargé des relations avec les entreprises. En 2013, il est promu adjoint aux finances du maire de Caen Philippe Duron. Il est alors chargé des finances, du budget, des affaires générales et de l'évaluation des politiques publiques.
En parallèle, il préside pendant 6 ans, de 2008 à 2014, l'agence de développement économique Synergia de l'agglomération de Caen La Mer, dirige l'Ecole doctorale Economie et Gestion et crée le Club de réflexion sur les enjeux des dirigeants d'entreprises en Normandie (CREDEN) en 2010.

## Engagement politique
Durant ses études, Fabrice Le Vigoureux rejoint le Mouvement des radicaux de gauche.
En septembre 2016, Fabrice Le Vigoureux crée le comité local « Caennais En Marche », à Caen.
En mai 2017, à un mois du premier tour des élections législatives, il est investi par La République en marche dans le cadre des élections législatives dans la première circonscription du Calvados. Il est notamment préféré au président du MoDem départemental Philippe Lailler. Au second tour, il est élu avec 64,93% des voix face à Sonia de La Provôté (UDI) et devient ainsi le député de la première circonscription du Calvados.
À l'Assemblée nationale, il a choisi d'intégrer la commission des Finances et devient rapporteur spécial de l'enseignement supérieur et de la vie étudiante. Il intègre également deux groupes d'études : l'un sur la vie associative et le bénévolat, le second sur l'entrepreneuriat au féminin[pertinence contestée]. Il fait également partie du groupe d'amitié parlementaire France-Estonie.

## Mandats et fonctions politiques
- 2008 - 2013 : Conseiller municipal de la ville de Caen, délégué chargé des relations avec les entreprises
- 2008 - 2014 : Président de Synergia (Agence de développement économique)
- 2013 - 2014 : Maire-adjoint aux finances de la ville de Caen
- 2017 - 2024 : Député de la 1re circonscription du Calvados

## Responsabilités professionnelles et locales
- 1999 - 2008 : Membre du conseil d'administration et du conseil des études et de la vie universitaire
- 2003 - 2013 : Directeur de l'IAE de Caen
- 2010 - 2017 : Délégué général du CREDEN (Club de réflexion sur les enjeux des dirigeants d'entreprises en Normandie)
- 2012 - 2017 : Directeur de l'Ecole Doctorale Économie et Gestion de l'Université de Caen

## Thèse et publications
Fabrice Le Vigoureux a soutenu une thèse en sciences de gestion en décembre 1997 consacrée au comportement stratégique et à l'innovation des moyennes entreprises industrielles et familiales.